# Schlacht von Québec (1690)
Philippsburg – Koblenz – Walcourt – Bantry Bay – Mainz – Bonn – Fleurus – Beachy Head – Boyne – Staffarda – Québec – Mons – Cuneo – Leuze – Aughrim – Barfleur/La Hougue – Namur 1 – Steenkerke – Lagos – Neerwinden – Marsaglia – Charleroi – Torroella – Camaret – Texel – Sant Esteve d'en Bas – Gerona – Dixmuyen – Namur 2 – Brüssel –  Ath – Cartagena – Barcelona
Die Schlacht von Québec (auch Belagerung von Québec) im Oktober 1690 war eines der Hauptereignisse des als King William’s War bezeichneten nordamerikanischen Nebenkriegsschauplatzes des Pfälzischen Erbfolgekrieges in Europa. Der Angriff der neuenglischen Kolonien insbesondere von Massachusetts war eine Gegenreaktion auf französische Übergriffe. Die von einer Flotte bei Québec angelandeten neuenglischen Miliztruppen waren nach europäischem Vorbild ausgebildet. Sie scheiterten vor allem an der Miliz von Neufrankreich, die nach indianischen Vorbildern aus dem Verborgenen agierte.

## Hintergrund
Québec hatte sich im Laufe des 17. Jahrhunderts von einem Handelsposten zu einer regelrechten Stadt entwickelt. Sie war Umschlagplatz für europäische Güter und Ausfuhrhafen für die kanadischen Pelzwaren. Bis Québec konnten auch größere Schiffe gelangen, während Montreal oder Trois-Rivières nur mit kleineren Booten erreicht werden konnten. Im Übrigen wurde die Stadt auch Ausgangspunkt für die weitere Erforschung Nordamerikas und insgesamt Zentrum von Neufrankreich. Im Jahr 1689 zählte die Kolonie 14.000 Einwohner. Deutlich stärker war das Bevölkerungswachstum in den Newengland-Kolonien. Zwischen englischen und französischen Kolonien gab es religiöse Unterschiede und wirtschaftliche Interessenunterschiede.

## Französische Angriffe auf Neuengland

Militäroperationen während des King William’s War in Nordamerika

Verschärft wurde der Konflikt noch, als die Engländer in den 1680er Jahren die Irokesen unterstützen. Nachdem England 1689 in Europa in den Pfälzischen Erbfolgekrieg gegen Frankreich eingetreten war, griffen die Irokesen die Gegend um Montreal an.
Die Franzosen planten Gegenangriffe auf die Engländer, die sie als Urheber des Überfalls der Irokesen ausmachten. Zu dieser Zeit kam Louis de Buade de Frontenac aus Frankreich an und übernahm zum zweiten Mal den Posten als Generalgouverneur. Er akzeptierte den Plan für eine von den Indianern inspirierte Kriegsführung. Vor dem Vorstoß in Richtung Neuengland verstärkte er die Verteidigung gegen die Irokesen. Der Angriff auf Neuengland fand zu einer Zeit statt, als in Folge der Glorious Revolution interne Konflikte herrschten.
Die französischen Kanadier planten über Land und im Winter die englischen Kolonien anzugreifen. Aus den drei Städten Montreal, Québec und Trois-Rivières brachen getrennt Truppen aus Kolonialtruppen, freiwilligen Angehörigen der Miliz und verbündeten Indianern auf. Die Truppe aus Montreal griff im Januar 1690 den westlichsten Vorposten der Kolonie New York an und tötete einen Großteil der Bevölkerung. Die Truppen aus Trois-Rivières griff zwei Monate später das Fort und die Siedlung Salmon Falls im heutigen New Hampshire an. Es kam dabei zu einem Gefecht mit der örtlichen Miliz. Danach schloss sich diese Einheit der dritten Truppe an, die im Mai eine Siedlung bei Portland eroberte und zerstörte.

## Rüstungen in Massachusetts

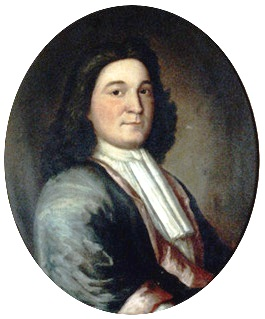
Sir William Phips.
Ölgemälde, zugeschrieben Thomas Child, ca. 1687–1694

Die Angriffe führten dazu, dass in Neuengland die internen Streitigkeiten beiseitegeschoben wurden und Gegenmaßnahmen ergriffen wurden. Zunächst segelte eine kleine Flotte unter William Phips nach Akadien und nahm Port Royal ein. Dieser Erfolg führte dazu, dass die Kolonisten von Massachusetts einen Angriff auf Québec über See planten. Zur Finanzierung des Unternehmens wurde eine private Gesellschaft gegründet, die Anteilsscheine verkaufte. Man hoffte, durch die Beute die Gelder zurückzahlen zu können. Als Befehlshaber wurde William Phips bestimmt.
Die Truppen zu Land bestanden nur aus Milizangehörigen. Einheiten der regulären Armee waren nicht beteiligt. Bitten um die Entsendung von Truppen waren wegen des irländischen Aufstandes abgelehnt worden. Die Miliztruppen waren in sieben Bataillone eingeteilt und zählten zusammen etwa 2300 Mann. Die meisten davon kamen aus Massachusetts. Es gab aber auch Kompanien aus New York und anderen Gegenden. Artilleristen kamen mit ihren Kanonen aus Boston. Hinzu kamen indianische Scouts. Befehligt wurden die Landtruppen von John Walley. Die Miliz aus New England orientierte sich am Vorbild der regulären europäischen Truppen.
Die Flotte bestand aus 34 Schiffen. Das Flaggschiff hatte 44 Kanonen. Auch die meisten anderen Schiffe waren mit Kanonen bewaffnet. Die Zahl der Besatzungsmitglieder betrug etwa 1000. Mit einer Gesamtstärke von 3400 Mann war die Angriffsarmee die stärkste Truppe in Nordamerika bis in die 1750er Jahre hinein.

## Verlauf

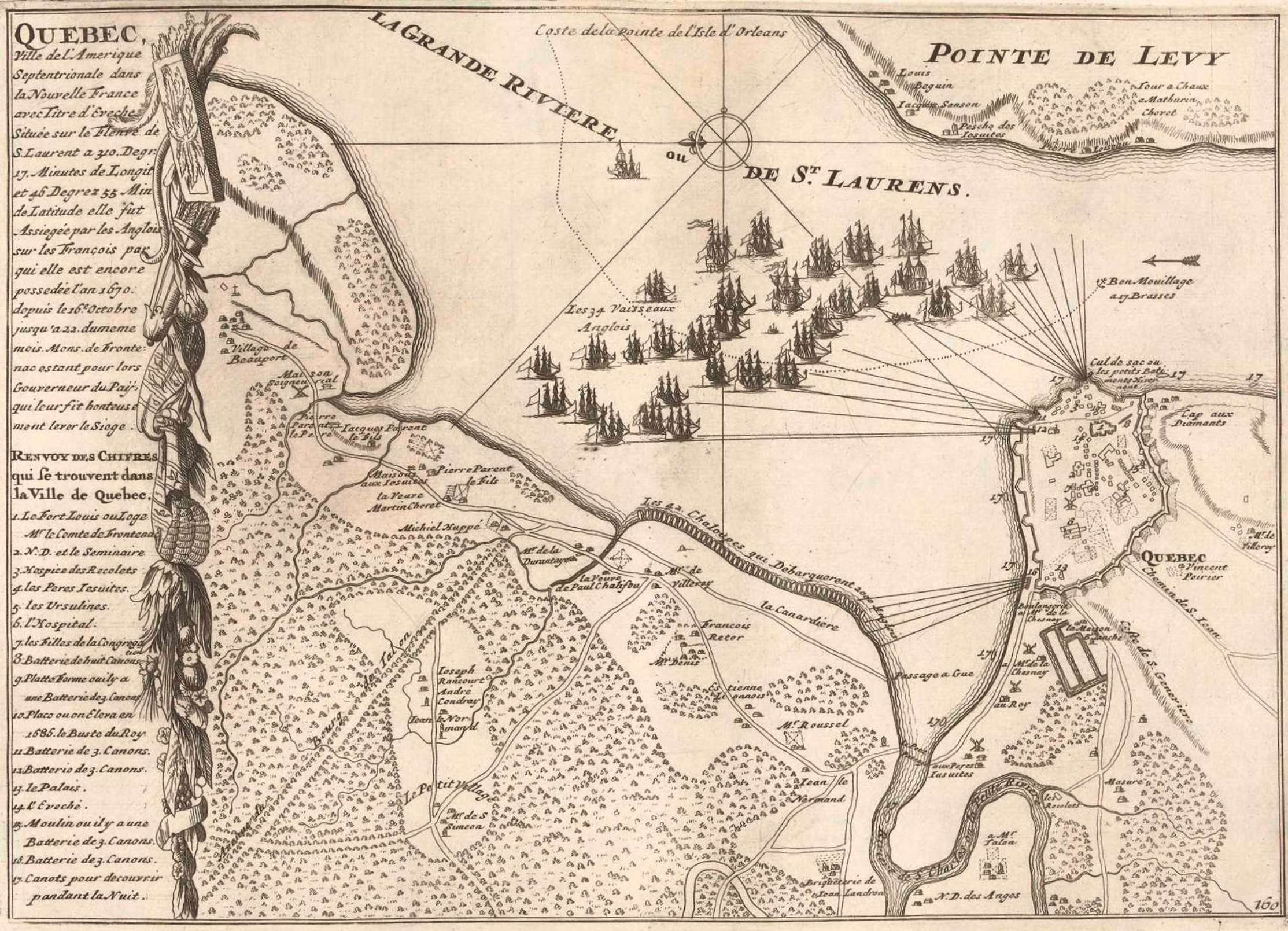
Die neuenglische Flotte vor Québec

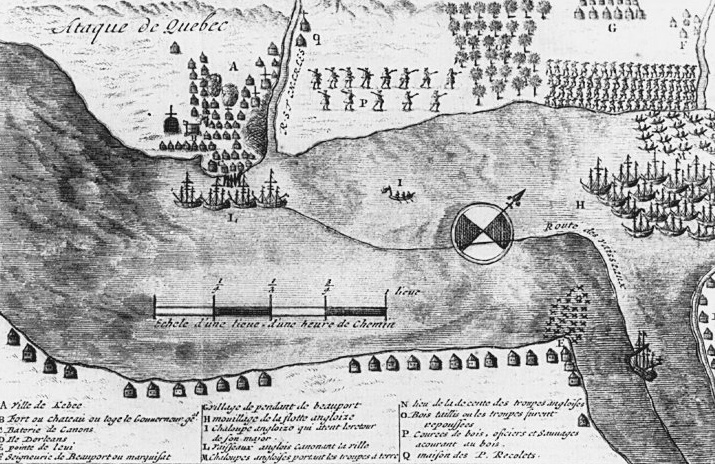
Zeitgenössische Darstellung der Schlacht

Am 19. August lief die Flotte aus, erreichte aber erst am 16. Oktober Québec. Die Neuengländer hofften auf eine rasche Kapitulation. Unmittelbar nach der Ankunft forderte Phips Frontenac zur Aufgabe auf. Dieser weigerte sich. In den folgenden Tagen griffen die Neuengländer die Stadt ohne nennenswerte Erfolge mit den Schiffskanonen an.
Die Stadt selbst liegt auf dem Hügelzug Colline de Québec und wurde zusätzlich durch einige Verteidigungsanlagen und Geschützbatterien geschützt. Ein frontaler Sturmangriff war für die Angreifer ausgeschlossen. Die französischen Kräfte bestanden aus 900 Mann von den 1400 Mann starken in Neufrankreich stationierten Compagnies Franches de la Marine. Hinzu kam die kanadische Miliz, die sich an der indianischen Kriegsführung orientierte. Sie waren als Scharfschützen und in der heimlichen Annäherung geübt. Von diesen waren etwa 1100 Mann auch aus Montreal in Quebec zusammengezogen worden, hinzu kamen dann noch rund 100 verbündete Indianer. Insgesamt verfügte Frontenac über etwa 2100 Mann.
Die Angreifer hatten einen recht schwachen Punkt der gegnerischen Verteidigung im Nordosten der Stadt ausgemacht. Dazu mussten sie aber den Rivière Saint-Charles überqueren. Während die Flotte erneut die Stadt mit Schiffsgeschützen angriff, wurden die Milizsoldaten beim Dorf Beauport angelandet. Die Landung verlief ohne Gegenwehr. Beim Vormarsch stießen die Truppen aber auf die französischen Einheiten. Schon zuvor hatte Frontenac in der Gegend Befestigungsanlagen anlegen lassen. Weitere mit dem Buschkrieg vertraute Truppen und indianische Verbündete waren in den Wäldern verborgen. Von diesen wurden die Neuengländer immer wieder angegriffen. Sie erlitten während mehrerer Tage Verluste, ohne selbst Erfolge erzielen zu können.
Die englische Flotte fuhr inzwischen näher an die Stadt heran und griff diese erneut mit den Schiffsgeschützen an. Sie geriet dabei aber in die Reichweite der gegnerischen Kanonen und die Schiffe wurden teilweise erheblich beschädigt und mussten sich zurückziehen.
Am 20. Oktober entschlossen sich die Engländer zum Vormarsch. Sie planten ein gewagtes Manöver, wollten einen weiteren Fluss überqueren, um schließlich die Verteidigungsanlagen der Stadt selbst anzugreifen. In geschlossenen Einheiten unter Trommeln und Fahnen rückten sie vor, gerieten bald aber unter starken Beschuss der im Wald verborgenen kanadischen Miliz. Die Neuengländer wurden gezwungen, sich in ihr Lager zurückzuziehen. Die kanadische Miliz und die verbündeten Indianer rückten nach und schließlich sahen sich die Neuengländer zur Flucht auf die Schiffe gezwungen.

## Folgen
Insgesamt hatten die Angreifer etwa 150 Mann an Verwundeten oder Gefallenen eingebüßt. Auf französischer Seite soll es nur neun Tote und 52 Verwundete gegeben haben. Am 23. Oktober verließ die neuenglische Flotte Quebec. Auf der Rückfahrt gingen mindestens drei Schiffe verloren.
Bei der Rückkehr verlangten die Inhaber der Anteilsscheine, ausgezahlt zu werden. Dies hätte Massachusetts an den Rand des finanziellen Zusammenbruchs gebracht. Die Bezahlung erfolgte in einer Art Papiergeld, das rasch an Wert verlor.
In Quebec begann man nach dem Angriff mit dem Bau von Stadtmauern und anderen Verteidigungsanlagen. Port Royal wurde 1691 wieder von den Franzosen eingenommen. 1696 gelang es diesen, nach der Verwüstung der Siedlungen der Irokesen diese zumindest vorerst zu befrieden. Der Frieden von Rijswijk 1697 bestätigte den status quo ante.